# Losing Sleep (Axle Whitehead)
Losing Sleep è l'album di debutto del cantautore australiano Axle Whitehead, nonché il suo unico album in studio pubblicato il 23 agosto 2008. L'album è stato anticipato dai singoli I Don't Do Surprises ed Anywhere.

## Tracce
1. Satellite – 3:25
2. I Don't Do Surprises – 3:14
3. You – 3:33
4. Over to You Now – 3:24
5. Face the Music – 3:12
6. Anywhere – 3:51
7. Losing Sleep – 3:51
8. Landslide – 3:26
9. Waiting for Something to Happen – 3:04
10. Maybe I Was Wrong – 3:02
11. Way Home – 3:52
12. Free Man – 2:22